# Большой город (программа)
«Большой город» — телепрограмма, выходила с 7 ноября по 26 декабря 2009 года.

## Авторы
Сюжеты для программы готовят: репортёр Андрей Лошак, звезда КВНа Станислав Ярушин, журналист Елена Ванина, телеведущие Ирена Понарошку и Татьяна Арно, кинокритик Роман Волобуев, музыкант и журналист Кирилл Иванов. 
Каждый из них – самостоятельный автор, успешный молодой профессионал, которого волнует то, что вокруг, и что с этим будет завтра. Они проверят реальность на прочность.
Вячеслав Муругов, генеральный директор телеканала, сказал: 

«Мы продолжаем экспериментировать в жанре infotament, чтобы привлечь активного молодого жителя большого города. Перед творческой командой стоит задача сделать программу, одновременно похожую и на „Взгляд“, и на сериал „Друзья“».— 

## Описание
Компания друзей по воскресеньям собирается в своем любимом кафе, чтобы показать друг другу и всем желающим, что им удалось сотворить на этой неделе. Каждый сюжет – специально подготовленная акция, взлом окружающей действительности, проверка общества на прочность.
Им неинтересно теоретизировать и пережевывать новостные поводы, они не хотят просто наблюдать. Им интересно самим создавать новости, влиять на действительность и смотреть, что получится. Они рассказывают о том, что случилось с ними, о том, что было дано им в ощущениях.

## Критика
В одном из выпусков программы интернет-пользователи заметили полнейшую кальку с сюжета одного видео на YouTube, в котором Винсент Ричард и Мэттью Джонс установили на улицах Дубая самодельные дорожные знаки с весёлыми надписями. На СТС отреагировали следующим образом: 

«Вообще-то участники «Большого города» и не пытались выдать эту идею за собственную. Более того, в подводке к сюжету они прямо сказали, что видели видео в Интернете и им интересно посмотреть на реакцию российских водителей в аналогичной ситуации»— 